# Bligny-lès-Beaune
Bligny-lès-Beaune is een gemeente in het Franse departement Côte-d'Or (regio Bourgogne-Franche-Comté). De plaats maakt deel uit van het arrondissement Beaune. Bligny-lès-Beaune telde op 1 januari 2022 1.273 inwoners.

## Geografie
De oppervlakte van Bligny-lès-Beaune bedroeg op 1 januari 2022 7,3 vierkante kilometer; de bevolkingsdichtheid was toen 174,4 inwoners per km².
De onderstaande kaart toont de ligging van Bligny-lès-Beaune met de belangrijkste infrastructuur en aangrenzende gemeenten.

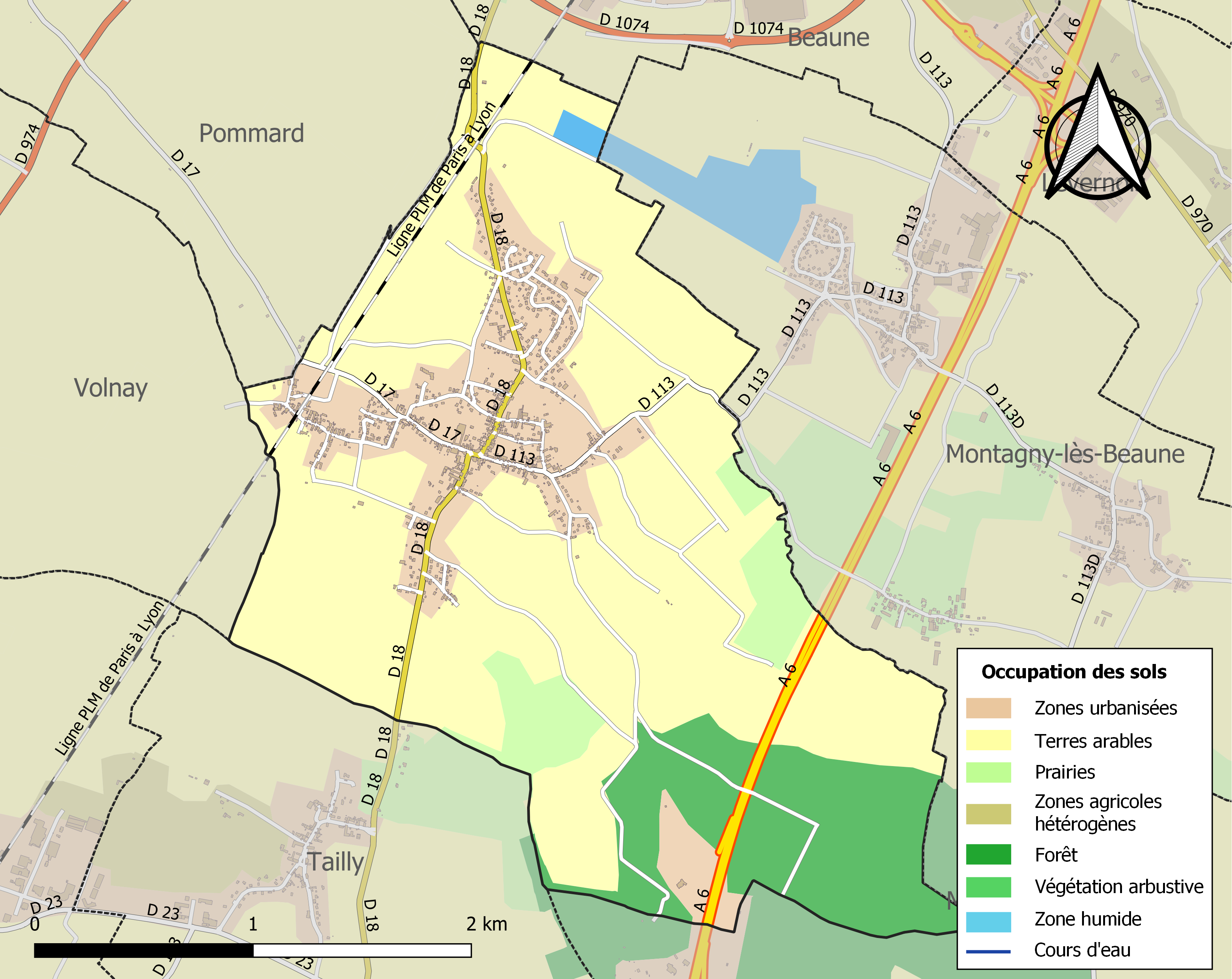

## Demografie
Onderstaande figuur toont het verloop van het inwonertal (bron: INSEE-tellingen).